# Пітоєв Жорж Іванович
Піто́єв Жо́рж (Гео́ргій) Іва́нович (фр. Georges Pitoëff; нар. 4 вересня 1885, Тифліс — пом. 17 вересня 1939, Женева) — російський і французький актор, театральний режисер.

## Біографія
Народився Жорж Пітоєв 4 вересня 1884 у Тіфлісі. Походив з дуже заможного вірменського роду. Дід Жоржа — дворянин, який дав дітям європейську освіту і прищепив їм любов до мистецтва. Батько Пітоєва — директор і режисер Тіфліського театру, який багато зробив для розвитку музично-театральної культури Грузії.
У 1894–1902 роках Жорж навчався у Тіфліському технічному училищі.
У 1902–1905 роках у Московському університеті та Інституті шляхів сполучення, а з 1905 року вже на юридичному факультеті Сорбонни.
У 1908 році, після повернення до Росії, зблизився з В. Коміссаржевською, що звернула увагу на його акторський талант. Через неї познайомився з Н. Євреїновою, Ф. Коміссаржевською, К. Марджановим, А. Таїровим. Перші сценічні спроби Пітоєв намагався зробити в Російському артистичному гуртку, який його батько створив у Парижі.
У 1908–1912 роках Пітоєв був актором і режисером Першого пересувного драматичного театру П. Гайдебурова і Н. Скарської. Освоїв професію художника-декоратора і механіка сцени. У 1911 році пройшов курс ритміки в школі Е. Жак-Далькроза в Хеллерау (Німеччина). У 1912 році організував театр у Петербурзі. У 1915–1922 роках керував театральними трупами в Швейцарії, потім у Франції.
У 1913 році виїхав до Парижа у зв'язку з раптовою смертю матері, і не повернувся на батьківщину через те, що почалася незабаром Перша світова війна. У 1914 році познайомився з Людмилою Смановою, на якій одружився влітку 1915 року. Після весілля подружжя переїхало до Швейцарії.
У 1918 році був створений Театр Пітоєва, а вже у 1919 році названий його ім'ям. Театр ставив вистави в передмісті Женеви і по різних містах Швейцарії. У 1922 році Театр Пітоєва переїхав до Парижу, в 1923 році трупа здійснила перше турне по європейських країнах. Театр Пітоєва ставив постановки багатьох російських письменників, зокрема А. П. Чехова.
Помер Жорж Пітоєв на 54-му році життя 17 вересня 1939 року в Женеві.

## Вибрані театральні постановки
- Дні нашого життя (Л.Андрєєв);
- Життя людини (Л.Андрєєв);
- До зірок (Л.Андрєєв);
- Чорні маски (Л.Андрєєв);
- Одруження Фігаро (Бомарше);
- Винна Мати (Бомарше);
- Парижанка (Бек);
- Життя це сон (Кальдерон);
- Весілля (Гоголь);
- Самотні (Гауптман);
- Боротьба за престол (Ібсен);
- З коханням не жартують (Мюссе);
- Антігона (Софокл);
- Чужий хліб (Тургенєв);
- Вишневий сад (Чехов);
- Герцогиня Падуанськая (Уайльд) та інші.